# اوزد بورچالی
بورچالی (ترکی آذربایجانی: Borçalı , گرجی: ბორჩალო Borchalo, روسی: Борчалы Borchaly, ارمنی: Բորչալու Borchalu) نام یکی از اوِزد های امپراتوری روسیه و بعدا شوروی بود.

## پیشینه

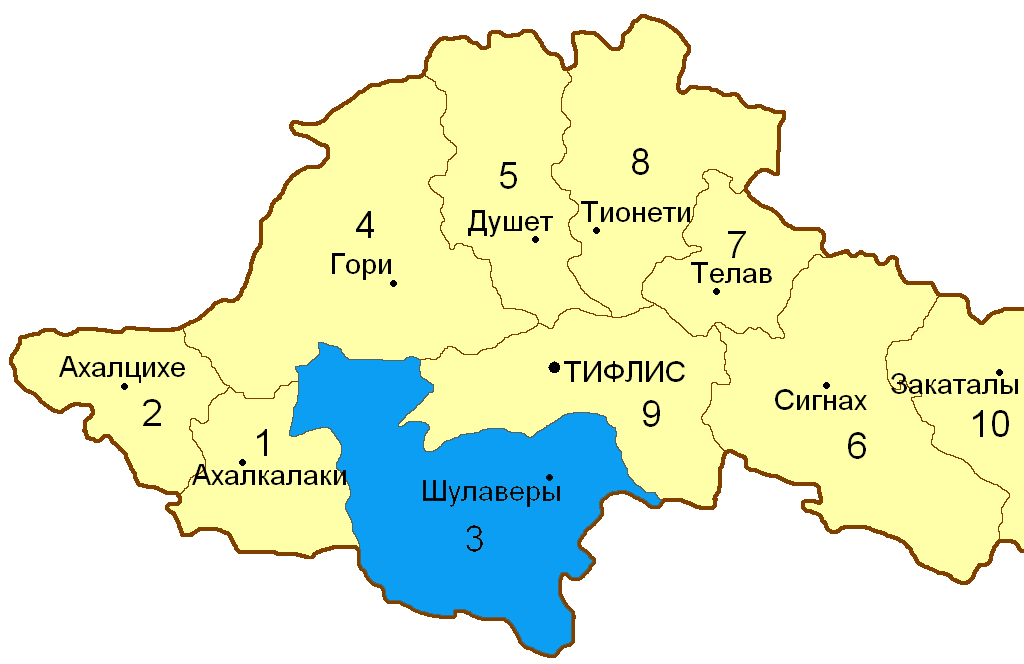
نقشه ناحیه بورچالی از استانداری تفلیس امپراطوری روسیه.

رودخانه دبد یا سابقا بورچالا در روسی،این نام را به اوِزد بورچالی داد.با این حال این منطقه در گرجی بورچالُ،در ارمنی بورچالو و در آذربایجانی بورچالی شناخته می شد.بومیان ترک به دنبال سیاست شاه عباس صفوی بعد از نبرد های موفقیت آمیز او در مقابل پادشاهی های کارتلی و کاختی،در دره رودخانه دبد ساکن شدند که منجر به شکل گیری خانات قزلباش شد.منطقه بعدا در قرن هجدهم باز هم به پادشاهی کارتلی ملحق شد و متعاقبا در سال ۱۷۶۲ به پادشاهی کارتلی کاختی ملحق می شد.در سال ۱۸۰۱ به دنبال ضمیمه سازی گرجستان شرقی توسط روسیه،بورچالی بخشی از استانداری گرجستان روسیه بود.

## تقسیمات اداری

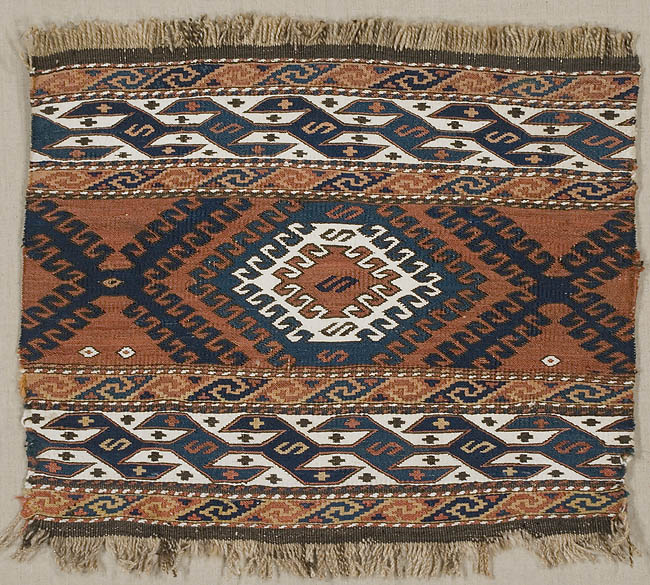
قالی بورچالی در قرن ۱۹.

اوچاستوک ها(زیربخش ها) در بورچالی:
| Uchastok                | Russian name                 | 1912 population | Area     | Area     |
| Uchastok                | Russian name                 | 1912 population | sq. vst. | sq. km.  |
| ----------------------- | ---------------------------- | --------------- | -------- | -------- |
| بورچالینسکی (دبد)       | Борчалинскій участокъ        | 33,923          | 727.97   | 828.48   |
| یکاترینفلدسکی (بولنیسی) | Екатериненфелдьскій участокъ | 23,797          | 913.64   | 1,039.78 |
| لوریسکی (لوری)          | Лорійскій участокъ           | 45,119          | 2,182.76 | 2,484.12 |
| تریالتسکی (تریالتی)     | Тріалетскій участокъ         | 53,031          | 2,212.59 | 2,518.07 |

## جمعیت‌شناسی
با توجه به سرشماری ۱۸۹۷ امپراطوری روسیه، منطقه بورچالی از ناحیه استانداری تفلیس، که در آن زمان شامل منطقه استان لوری در جغرافیای کنونی ارمنستان نیز می‌شد به‌طور عمده ارمنی‌ها بیشترین پراکنش قومی را از جمعیت ۱۲۸٬۵۸۷ برخوردار بودند. آرایش‌های قومی این منطقه در سال ۱۸۹۷ به شرح زیر بود:
- ارمنی‌ها — ۴۷٬۴۲۳ (۳۶٫۹٪)
- آذربایجانی‌ها — ۳۷٬۷۴۲ (۲۹٫۴٪)
- یونانی‌ها — ۲۱٬۳۹۳ (۱۶٫۶٪)
- روس‌ها — ۸٬۰۸۹ (۶٫۳٪)
- گرجی‌ها — ۷٬۸۴۰ (۶٫۱٪)
- آلمانی‌ها — ۲٬۴۹6 (1.9)

براساس آخرین سرشماری قومی دولتی گرجستان در سال ۲۰۱۷، اقوام ساکن در این ناحیه به شرح زیر بودند:
- گرجی‌ها - ۲۱۷٬۳۰۵ (۵۱٫۲۵٪)
- آذربایجانی‌ها - ۱۷۷٬۰۳۲ (۴۱٫۷۵٪)
- ارمنی‌ها - ۲۱٬۵۰۰ (۵٫۰۷٪)
- یونانی‌ها - ۲٬۶۳۱ (۰٫۶۲٪)
- آلمانی‌ها - ۲٬۱۱۳ (۰٫۴۹٪)